# Фелікс Санчес Бас
Фелікс Санчес Бас (ісп. Félix Sánchez Bas; нар. 13 грудня 1975, Іспанія) — іспанський футбольний тренер. З 2017 року очолює тренерський штаб національної збірної Катару.

## Кар'єра тренера
Не маючи досвіду виступів на футбольному полі, 1996 року розпочав тренерську роботу у клубній системі «Барселони». Протягом наступного десятиріччя працював з юнаками каталонського клубу.
2006 року прийняв пропозицію перебратися до Катару, де до 2013 року працював у незадовго до того створеній спортивній академії Aspire Academy.
2013 року продовжив працювати з багатьма зі своїх вихованців у тренерському штабі юнацької збірної Катару U-19, а вже наступного року уперше в історії катарського юнацького футболу привів цю команду до перемоги у Кубку Азії серед 19-річних.
Того ж 2014 року був призначений головним тренером молодіжної збірної Катару, продовживши працювати з гравцями-тріумфаторами юнацької континентальної першості.
Частину 2017 року був головним тренером олімпійської збірної Катару, а у липні того ж року змінив аргентинця Хорхе Фоссаті на посаді головного тренера національної команди країни. 
Керував її діями на Кубку Азії 2019 року. На континентальній першості очолювана іспанцем команда бездоганно подолала груповий етап, вигравши усі три гри із загальним рахунком 10:0, а на стадії плей-оф здолала послідовно Ірак, Південну Корею і господарів турніру, еміратців, яких розгромила у півфіналі з рахунком 4:0. Суперниками катарців у фіналі континентального чемпіонату була збірна Японії, якій вдалося нарешті забити на цьому турнірі перший гол у ворота Катару, утім це не допомогло їй уникнути поразки з рахунком 1:3. Таким чином Фелікс Санчес Бас привів збірну Катару до першої в її історії перемоги на Кубку Азії.
На Золотому кубку КОНКАКАФ 2021 вивів збірну Катару до півфіналу, де вона поступилась збірній США 0–1.
На домашньому чемпіонаті світу катарці під керівництвом іспанця посіли останнє місце в Групі A.
З 2023 по 2024 роки очолював збірну Еквадору.
23 липня 2024 року, Санчес очолив катарський клуб «Ас-Садд».

## Титули і досягнення
- Чемпіон Катару (1):

«Ас-Садд»: 2024-25
- Володар Кубка наслідного принца Катару (1):

«Ас-Садд»: 2025
Збірні
- Володар Кубка Азії з футболу (1):

Катар: 2019
- Переможець Юнацького кубка Азії (1):

Катар U-19: 2014